# Photinia tsaii
Photinia tsaii är en rosväxtart som beskrevs av Alfred Rehder. Photinia tsaii ingår i släktet Photinia och familjen rosväxter. Inga underarter finns listade i Catalogue of Life.